# Поле напрямків

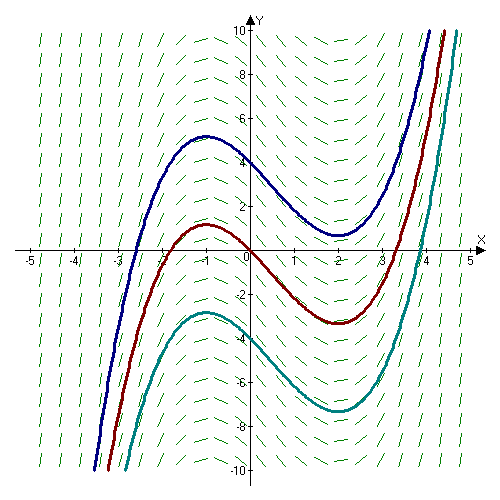
Поле напрямків, з синім, червоним та аквамариновим графіками, які позначають,, та відповідно.

В математиці, поле напрямків є графічним зображенням розв'язків диференціального рівняння першого порядку. Його можна побудувати не розв'язуючи дифрівняння аналітично, тому воно корисне. Його зображення використовують щоб якісно оцінити розв'язок, чи чисельно його отримати.

## Означення

### Стандартний випадок
Зазвичай поле напрямків визначають для такого типу диференціальних рівнянь
{\displaystyle y'=f(x,y).}
Це можна розглядати як підхід до зображення дійснозначимої функції від двох змінних {\displaystyle f(x,y)} як планарної картинки. Конкретно, для пари {\displaystyle x,y}, вектор з компонентами {\displaystyle [1,f(x,y)]} малюють у точці {\displaystyle x,y} в {\displaystyle x,y}-площині. Іноді, вектори {\displaystyle [1,f(x,y)]} нормалізуються, щоб креслення виглядало краще. Зазвичай як множину пар {\displaystyle x,y} вибирають прямокутну сітку.

### Загальний випадок системи диференціальних рівнянь
Нехай маємо систему диференціальних рівнянь:
{\displaystyle {\frac {dx_{1}}{dt}}=f_{1}(x_{1},x_{2},\ldots ,x_{n})}
{\displaystyle {\frac {dx_{2}}{dt}}=f_{2}(x_{1},x_{2},\ldots ,x_{n})}
{\displaystyle \vdots }
{\displaystyle {\frac {dx_{n}}{dt}}=f_{n}(x_{1},x_{2},\ldots ,x_{n})}
поле напрямків є масивом позначок напрямків у фазовому просторі (кількість вимірів простору залежить від кількості змінних). Кожна позначка напрямку розміщується у точці {\displaystyle (x_{1},x_{2},\ldots ,x_{n})} паралельно вектору
{\displaystyle {\begin{pmatrix}1\\f_{1}(x_{1},x_{2},\ldots ,x_{n})\\f_{2}(x_{1},x_{2},\ldots ,x_{n})\\\vdots \\f_{n}(x_{1},x_{2},\ldots ,x_{n})\end{pmatrix}}}.
Кількість, розміщення, та довжина позначок напрямку може бути довільною. Розміщуються вони зазвичай у точках {\displaystyle (x_{1},x_{2},\ldots ,x_{n})=(a_{1}\Delta x_{1},a_{2}\Delta x_{2},\ldots ,a_{n}\Delta x_{n})} для довільних (зазвичай однакових) {\displaystyle \Delta x_{i}}, та для цілих {\displaystyle a_{i}}, які не виходять за заданий інтервал. Довжина позначок зазвичай теж однакова, і одинична, чи не більша за найменше з {\displaystyle \Delta x_{i}}.

## Як намалювати поле напрямків
1. Обрати нахил {\displaystyle C,}
2. {\displaystyle f(x,y)=C-} ізокліна.

## Застосування
За допомогою комп'ютерів можна швидко малювати складні поля напрямків, і отримувати уявлення про те як виглядає розв'язок, перед тим, як приступати до його аналітичного виведення.
Якщо немає явного загального розв'язку, комп'ютер може використати поле напрямків (навіть якщо вони не показуються) щоб чисельно знайти графічний розв'язок. Приклади таких методів це Метод Ейлера, чи Метод Рунге-Кутти.